# Little Things
Little Things – drugi album zespołu Sylver wydany w 2003 roku. Singlami z tego były utwory "Livin'My Life" i "Sallow Water".

## Lista utworów
1. "Livin My Life" – 3:46
2. "Why Worry" – 3:03
3. "Shallow Water" – 3:15
4. "Wild Horses" – 3:55
5. "Confused" – 3:20
6. "So Afraid" – 4:20
7. "Weeping Willows" – 5:40
8. "Never Ever" – 3:36
9. "Heal My Heart" – 5:38
10. "Litle Things" – 2:47
11. "Je Ne Sais Pas" – 4:05